# 西鉄福間駅
西鉄福間駅（にしてつふくまえき）は、かつて福岡県福津市西福間に存在した、西日本鉄道（西鉄）宮地岳線の駅。2007年（平成19年）、宮地岳線の区間廃止に伴い廃駅となった。
現在、駅舎やホームなどの設備は全て撤去されている。旧駅前広場に西鉄の代替バス（西鉄バス宗像1-3番系統）の西福間三丁目バス停が設置されていたが、2009年（平成21年）3月31日限りで廃止され、現在はふくつミニバスに転換されている。
駅跡地は宅地造成され、ポコタウン福間中央として販売されている。

## 歴史
- 1925年（大正14年）7月1日：博多湾鉄道汽船の筑前福間駅として開業。
- 1942年（昭和17年）9月19日：博多湾鉄道汽船が九州電気軌道（のちの西日本鉄道）に合併される。
- 1950年（昭和25年）5月15日：西鉄福間駅に改称。
- 1974年（昭和49年）：駅舎改築。
- 2007年（平成19年）4月1日：廃止。

## 駅構造

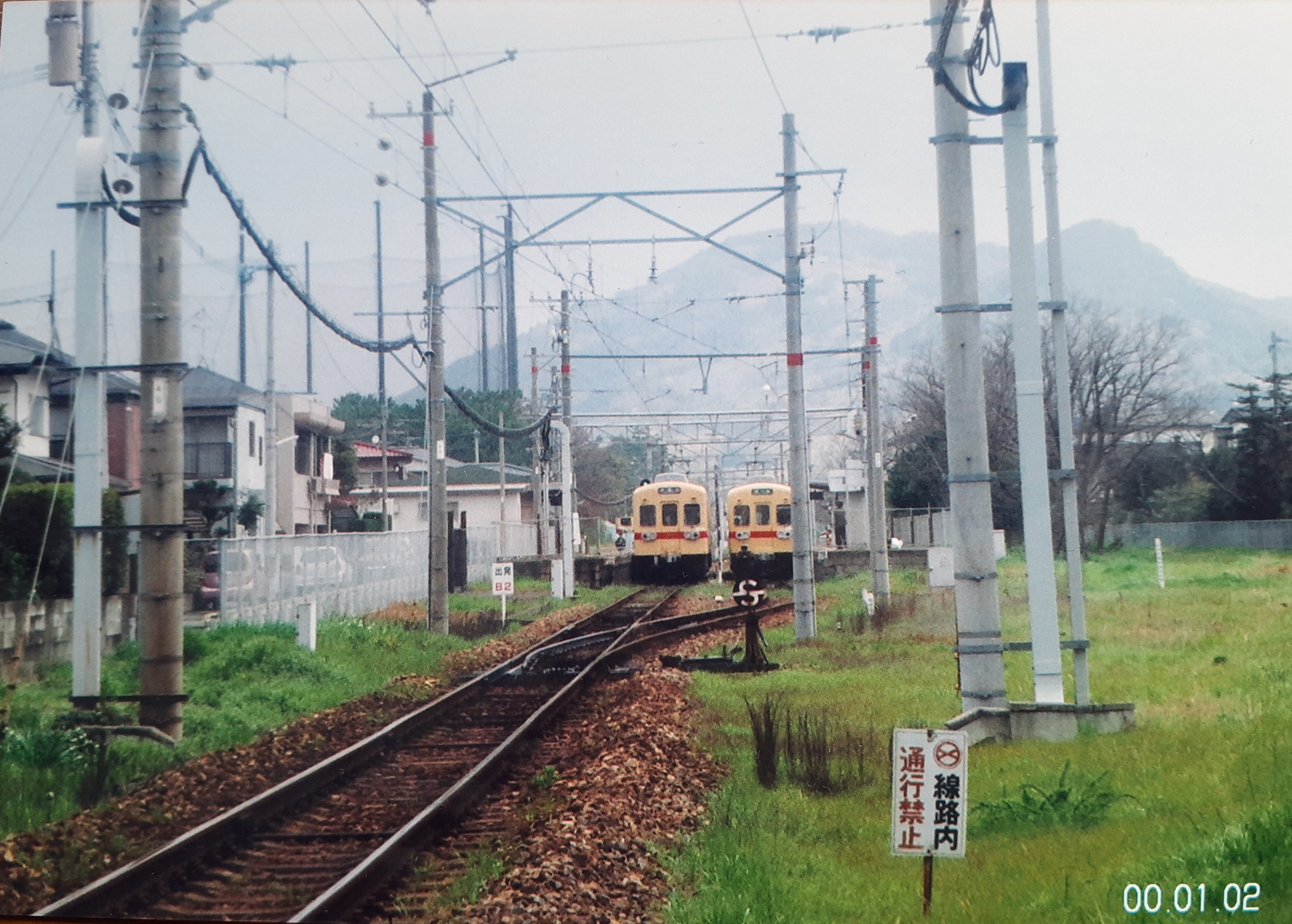
当駅構内
（2007年3月、当駅南側の踏切上より撮影）

相対式ホーム2面2線を有する地上駅。末期、朝と夕方に西鉄弘済会の委託駅員が配置されていた。

## 利用状況
1日の平均乗車および乗降人員は下表のとおり。
| 年度   | 1日平均 乗車人員 | 1日平均 乗降人員 |
| ------ | ---------------- | ---------------- |
| 2000年 | 277              | 545              |
| 2001年 | 263              | 515              |
| 2002年 | 241              | 482              |
| 2003年 | 219              | 440              |
| 2004年 | 203              | 408              |
| 2005年 | 197              | 395              |
| 2006年 | 189              | 378              |

## 駅周辺
- 福間駅 - JR九州 鹿児島本線
- 西鉄福間団地
- 福間海岸
- サンピア福岡（旧・福岡厚生年金スポーツセンター）
- 福津市立福間小学校

かつては福間競馬場が付近にあったが、1959年（昭和34年）に閉場した。

## 隣の駅
西日本鉄道
■宮地岳線
花見駅 - 西鉄福間駅 - 宮地岳駅